# Aivaras Baranauskas
Aivaras Baranauskas (nascido em 6 de abril de 1980) é um ex-ciclista lituano que competiu no ciclismo nos Jogos Olímpicos de Verão de 2004, representando a Lituânia.